# Ponerinae (plantă)
Ponerinae este un subtrib al tribului Orchidaceae Epidendreae. Ponerinae se caracterizează prin tulpini simpodiale care nu formează pseudobulbi, poartă două sau mai multe frunze și o racemă sau paniculată inflorescență purtând flori cu patru sau șase polinia.
Acesta cuprinde patru genuri:
- Helleriella
- Isochilus
- Nemaconia
- Ponera, genul tip